# Hinabangan
Hinabangan è una municipalità di quarta classe delle Filippine, situata nella Provincia di Samar, nella regione di Visayas Orientale.
Hinabangan è formata da 21 baranggay:
- Bagacay
- Binobucalan
- Bucalan
- Cabalagnan
- Cabang
- Canano
- Concord
- Consolabao
- Dalosdoson
- Fatima
- Lim-ao
- Malihao
- Mugdo
- Osmeña
- Poblacion 1 (Barangay 1)
- Poblacion 2 (Barangay 2)
- Rawis
- San Jose
- San Rafael
- Tabay
- Yabon